# A.C.G.T
A.C.G.T는 일본의 애니메이션 스튜디오다.
에이·시·지·티는 오비 키카쿠의 관련 회사로서, 2000년 12월에 트라이앵글 스태프의 제작 프로듀서였던 아베 쇼지로가 프로듀서 바바 타케시(애니메이터 및 촬영 감독인 바바 타케시와는 동명이인이다)과 함께 토쿄 도 스기나미구 이구사 고쵸메 1번 10호에서 처음 설립했다. 2006년에 구(舊) 라딕스의 본사가 있던 토쿄 도 네리마 구 세키마치미나미 욘쵸메 16번 19호로 이전했다. 주로 오비 키카쿠나 젠코가 기획·제작하는 작품의 제작을 맡고 있다.

## 작품 이력

### 텔레비전 시리즈
- 7인의 나나 (2002년)
- 키노의 여행 (2003년)
- DEAR BOYS (2003년)
- 인간교차점 -HUMAN SCRAMBLE- (2003년)
- 연풍 (2004년)
- 이니셜 D Fourth Stage (2004년)
- 라임색 류기담 X CROSS ~사랑, 가르쳐 주세요. (2005년)
- Project BLUE 지구 SOS (2006년)
- 완간 미드나이트 (2007년)
- 모노크롬 팩터 (2008년)
- 네가 주인이고 집사가 나 (2008년)
- Dias irae (2018년)
- 어떤 과학의 일방통행 (2019년)[1]
- 오리엔트 (2022년)
- 폭식의  トライアングルスタッフ  ~나만 레벨이라는 개념을 돌파한다~ (2023년)

### 비디오 시리즈
- 이니셜 D 시리즈
  - 이니셜 D Extra Stage (2001년)
  - 이니셜 D Battle Stage (2002년)
- 신·북두의 권 (2003년 ~ 2004년)
- ARIA ~ARIETTA~ (제작 원청: 할 필름 메이커, 동화(動畵), 2007년)

### 극장 작품
- 키노의 여행 무언가를 하기 위해서 -life goes on.- (2005년)

### 넷 배신(配信)
- GR-GIANT ROBO- (2007년)

## 같이 보기
- 오비 키카쿠
- 트라이앵글 스태프